# Баниотис, Константинос
Константинос (Костас) Баниотис (греч. Κωνσταντίνος "Κώστας" Μπανιώτης; род. 6 ноября 1986, Комотини) — греческий легкоатлет, специалист по прыжкам в высоту. Выступает за сборную Греции по лёгкой атлетике с 2007 года, обладатель серебряной медали чемпионата Европы в помещении, чемпион Средиземноморских игр, многократный победитель и призёр первенств национального значения, участник трёх летних Олимпийских игр.

## Биография
Константинос Баниотис родился 6 ноября 1986 года в городе Комотини, Греция.
Впервые заявил о себе в лёгкой атлетике на международном уровне в сезоне 2007 года, когда вошёл в состав греческой национальной сборной и выступил на молодёжном европейском первенстве в Дебрецене, где в зачёте прыжков в высоту занял 12-е место. Будучи студентом, представлял Грецию на Универсиаде в Бангкоке, став в той же дисциплине седьмым.
Благодаря череде удачных выступлений удостоился права защищать честь страны на летних Олимпийских играх 2008 года в Пекине — в программе прыжков в высоту на предварительном квалификационном этапе показал результат 2,10 метра и в финал не вышел.
В 2009 году был шестым на чемпионате Европы в помещении в Турине, выиграл серебряную медаль на Средиземноморских играх в Пескаре, отметился выступлением на чемпионате мира в Берлине.
На чемпионате Европы 2010 года в Барселоне занял итоговое восьмое место.
В 2011 году стал четвёртым на чемпионате Европы в помещении в Париже, стартовал на чемпионате мира в Тэгу.
В 2012 году был четвёртым на чемпионате мира в помещении в Стамбуле, участвовал в чемпионате Европы в Хельсинки и в Олимпийских играх в Лондоне.
В 2013 году показал девятый результат на чемпионате Европы в помещении в Гётеборге, с личным рекордом 2,34 одержал победу на Средиземноморских играх в Мерсине, закрыл десятку сильнейших на чемпионате мира в Москве.
На чемпионате Европы 2014 года в Цюрихе в финал не вышел.
В 2015 году стартовал на чемпионате Европы в помещении в Праге, занял 14-е место на чемпионате мира в Пекине.
В 2016 году стал пятым на чемпионате мира в помещении в Портленде и шестым на чемпионате Европы в Амстердаме. Выполнив олимпийский квалификационный норматив, благополучно прошёл отбор на Олимпийские игры в Рио-де-Жанейро — на сей раз прыгнул на 2,22 метра, чего вновь оказалось недостаточно для преодоления предварительного квалификационного этапа.
После Олимпиады в Рио Баниотис остался действующим спортсменом на ещё один олимпийский цикл и продолжил принимать участие в крупнейших международных стартах. Так, в 2018 году он добавил в послужной список серебряную награду, полученную на Средиземноморских играх в Таррагоне, а также стал десятым на чемпионате Европы в Берлине.
В 2019 году на чемпионате Европы в помещении в Глазго с результатом 2,26 метра завоевал серебряную медаль, разделив вторую позицию с украинцем Андреем Проценко — их обоих здесь обошёл представитель Италии Джанмарко Тамбери.